# Smuta
Als die Smuta oder Zeit der Wirren (russ. Смутное время, Smutnoje wremja) wird in der Geschichte Russlands die Zeit zwischen dem Ende der Rurikiden-Dynastie mit dem Tod Fjodor I. im Jahr 1598 und dem Beginn der Romanow-Dynastie mit dem Herrschaftsantritt Michael I. im Jahr 1613 bezeichnet. In dieser Zeit gab es fünf Regenten auf dem Zarenthron.

## Verlauf

### Boris Godunow
Während der Herrschaft des frommen und zurückhaltenden Fjodors I. regierte sein Schwager Boris Godunow als eigentlicher Herrscher das Land. Er war ein tatkräftiger Staatsmann, der das Land modernisierte, neue Städte gründen ließ und eine aktive Außenpolitik verfolgte. Gleichzeitig hatte er als Abkömmling eines nicht sehr prominenten Geschlechts viele Neider und Feinde unter dem Hochadel. 1598 starb Fjodor I. als letzter Vertreter der seit über 700 Jahren herrschenden Rurikiden-Dynastie. Godunow ließ sich selbst zum Zaren krönen. In den Jahren 1601 bis 1604 traten drei Hungersnöte auf, welche die Wirtschaft und die sozialen Strukturen des Landes erschütterten. In all der Zeit seiner Herrschaft stand Godunow zudem im Verdacht, ein Usurpator und der heimliche Mörder des neunjährigen Zarewitsch Dmitri zu sein, des 1591 unter mysteriösen Umständen umgekommenen Sohnes Iwans IV. und Halbbruders Fjodors I. Die Missernten wurden im tiefgläubigen Volk vielfach als eine Strafe Gottes für die „sündhafte“ Machtübernahme Godunows gedeutet.

### Erster falscher Dmitri

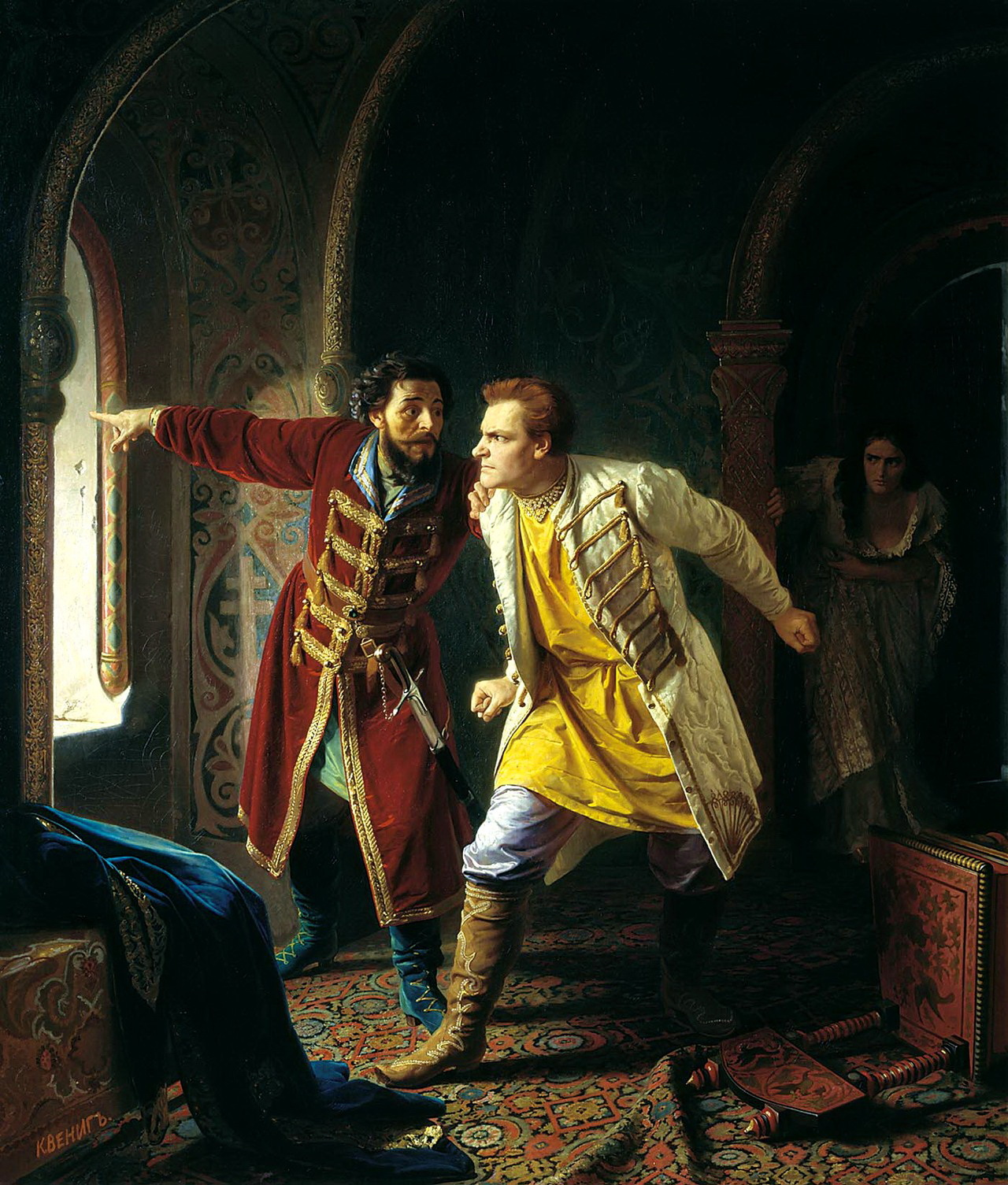
Der falsche Dmitri erfährt von der Erstürmung seines Palastes

In dieser Situation organisierte der polnische Magnat Jerzy Mniszech mit dem Segen des Königs Sigismund III. 1605 das Eindringen eines Hochstaplers, des sogenannten Falschen Dmitri mit einem Heer von polnisch-litauischen Abenteurern nach Russland. Dieser gab sich als Zarewitsch Dmitri aus, der wundersam überlebt haben soll. Sein Heer hatte großen Zulauf aus der unzufriedenen Bevölkerung des russischen Südens. Nach mehreren Schlachten mit den Truppen Godunows, die für den falschen Dmitri wechselhaft verliefen, ereilte ihn die Kunde vom plötzlichen Tod Godunows in Moskau. Dadurch brach der Widerstand gegen den falschen Dmitri zusammen, denn der erst 16-jährige Fjodor II. Godunow konnte seine Macht nicht behaupten. Der falsche Dmitri zog in Moskau ein, ließ die Familie Godunows töten und sich zum Zaren krönen. Zur Zarin machte er Marina Mniszech, die Tochter des ihn finanzierenden polnischen Magnaten. Anfangs hatte der falsche Dimitri die Unterstützung der Bevölkerung, die sich nach geordneten Verhältnissen sehnte. Ein Teil des Adels stand jedoch in Opposition zu ihm. Als er versuchte, das Land nach polnischem Vorbild zu reformieren, verlor er auch die Unterstützung der Bauern und hatte seinen Rückhalt nur noch in der polnisch-litauischen Besatzungsmacht. Je mehr diese durch ihre Übergriffe verhasst wurde, desto unhaltbarer wurde die Lage für den falschen Dmitri. Im ganzen Land brachen Aufstände aus, darunter auch in Moskau. Eine wütende Menge erstürmte seinen Palast und lynchte ihn. Sein Körper wurde zerhackt, zusammen mit Schießpulver in eine Kanone geladen und Richtung Polen abgefeuert.

### Bolotnikow-Aufstand

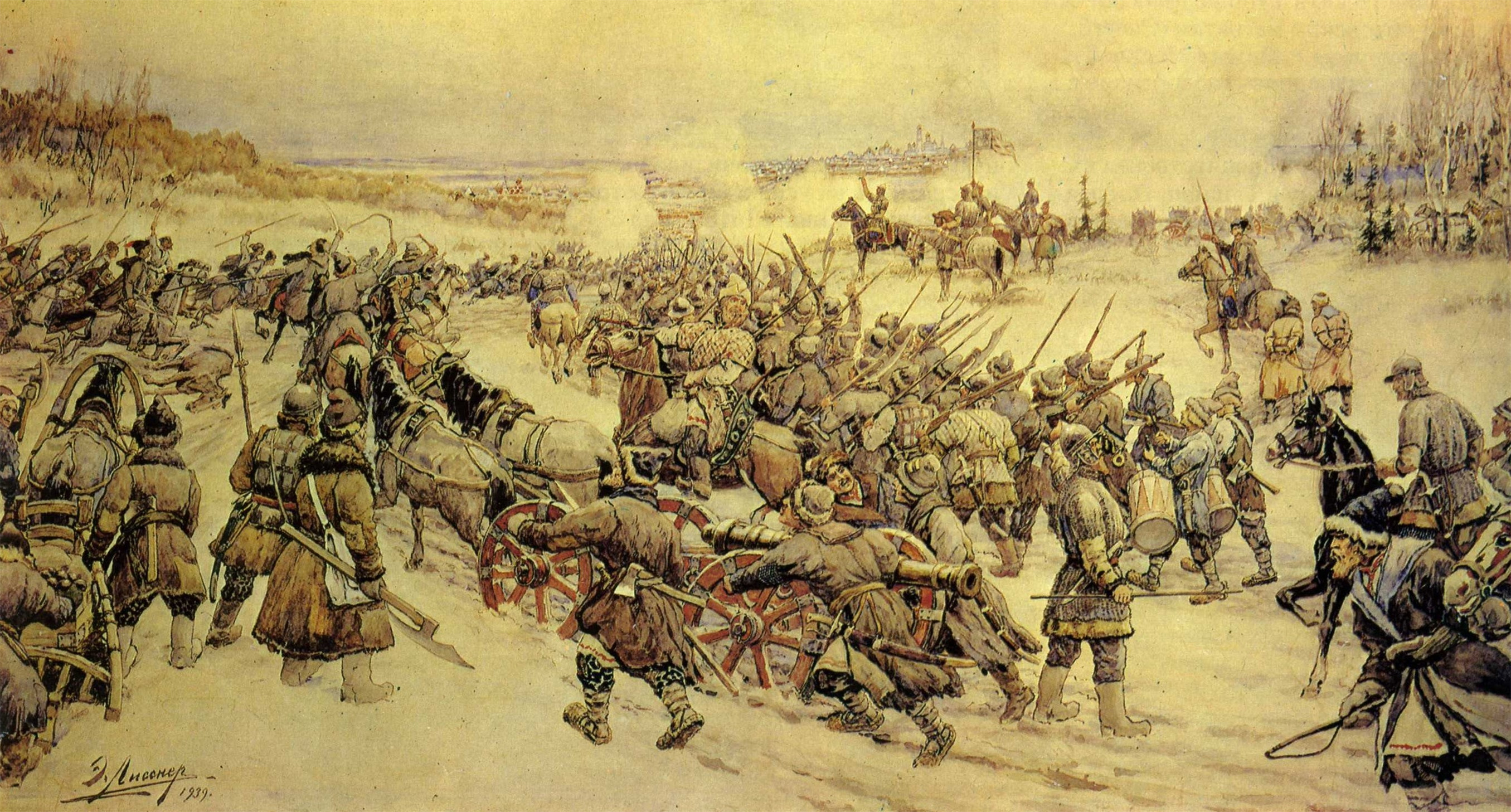
Bolotnikows Heer vor Moskau

Die Verhältnisse wurden noch instabiler: der von den Bojaren ausgerufene neue Zar Wassili IV. Schuiski aus einer Seitenlinie der Rurikiden führte die Leibeigenschaft ein, um die Bauern ans Land zu binden und daran zu hindern, sich den vielen umherziehenden Räuberbanden anzuschließen. Dadurch entwickelten viele Bauern einen blanken Hass gegen ihn. Auch viele Vertreter des niederen Adels sahen den einseitig von den Bojaren verkündeten Zaren nicht als legitim an und als einen Vertreter der Aristokratie, die ihre Interessen vernachlässigte. Schuiski konnte seine Herrschaft nie im gesamten Land etablieren. Gegen ihn brach der Bauern- und Adelsaufstand unter der Führung von Iwan Bolotnikow aus. Bolotnikow und seine Mitstreiter kontrollierten weite Teile des Landes südlich von Moskau und belagerten die Hauptstadt, allerdings erfolglos. Nach zahlreichen wechselhaften Schlachten konnten die Truppen des Zaren Bolotnikow schließlich im Sommer 1607 in Tula einkesseln und gefangen nehmen. Er wurde einige Zeit später in Kargopol hingerichtet.

### Zweiter falscher Dmitri

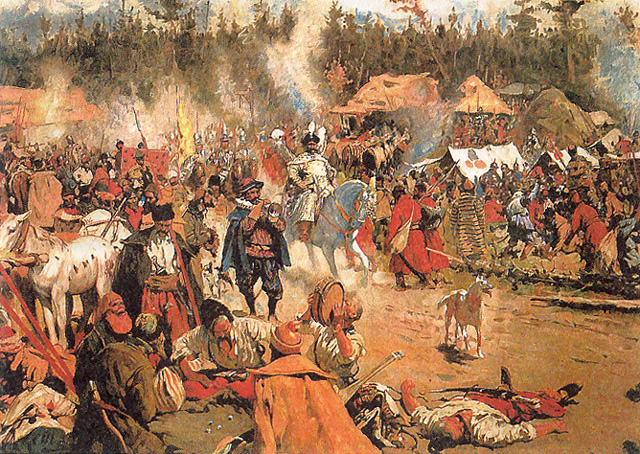
Das Tuschino-Lager

Aus Polen-Litauen kam der zweite falsche Dmitri, der sich für den wundersam geretteten ersten falschen Dmitri bzw. Zarewitsch Dmitri ausgab. Auch er erhielt großen Zulauf durch die unzufriedene Bevölkerung und wurde durch die polnische Szlachta sowie durch ukrainische und russische Kosaken unterstützt. Er zog mit seinem Heer nach Moskau, das er jedoch nicht einnehmen konnte. Daraufhin errichtete er 1608 in Tuschino bei Moskau ein großes Lager für sein Gefolge, in dem er eine Art Gegenregierung etablierte. Zeitgleich ließ er seine Truppen im ganzen Land ausschwärmen, wo sie verschiedene Städte und Landstriche gewaltsam oder durch die Entgegennahme freiwilliger Treueeide unter ihre Kontrolle brachten. Dadurch kontrollierten sie zwischenzeitlich fast die Hälfte des europäischen Teils Russlands.
Der Zar Wassili Schuiski suchte die Unterstützung Schwedens und entsandte seinen entfernten Verwandten Michail Skopin-Schuiski nach Nowgorod, wo dieser einen Vertrag mit dem schwedischen König schloss. In Austausch gegen die Abtretung der Festung Korela und Geldzahlungen erhielt er zur Unterstützung ein schwedisches Expeditionsheer unter der Führung von Jakob De la Gardie, da Schweden kein Interesse am Erstarken des Erzfeindes Polen-Litauen durch eine Machtübernahme dessen Agentur in Russland hatte. Zeitgleich stellte Skopin-Schuiski ein russisches Heer im Norden des Landes zusammen. Zusammen mit den schwedischen Heer konnte er die Truppen des Zweiten falschen Dmitri im Verlauf des Jahres 1609 nach und nach zurückdrängen und schließlich die Belagerung Moskaus beenden. Das Lager von Tuschino wurde aufgelöst, der Zweite falsche Dmitri floh nach Kaluga.

### Krieg mit Polen-Litauen und Schweden

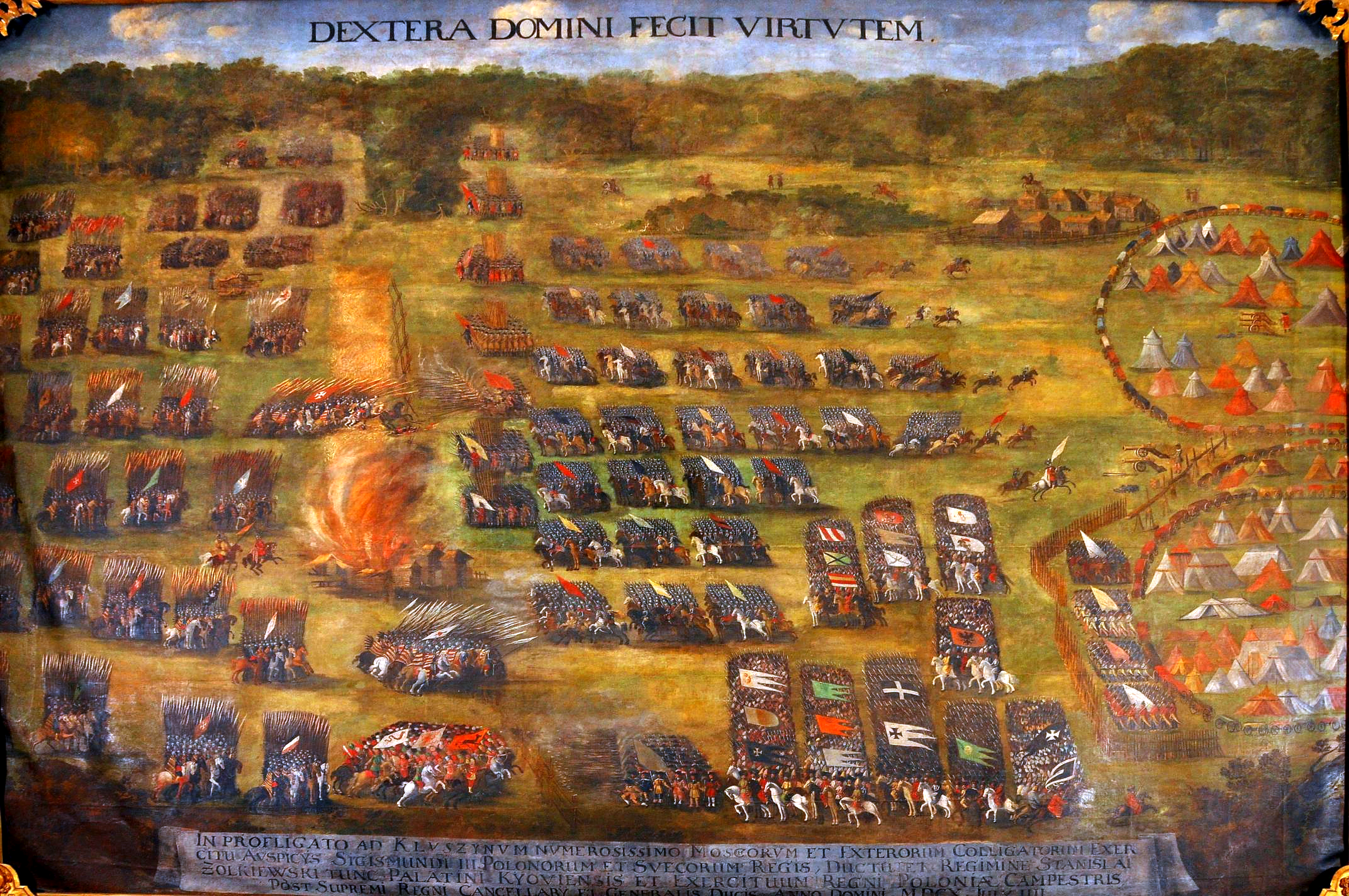
Schlacht von Kluschino

Angesichts der zunehmenden Misserfolge des Zweiten falschen Dmitris entschloss sich König Sigismund III., Russland offiziell den Krieg zu erklären. Es begann der Polnisch-Russische Krieg 1609–1618. Im Herbst 1609 begann die fast zweijährige Belagerung von Smolensk. Viele der polnisch-litauischen Unterstützer des Zweiten falschen Dmitris schlossen sich ihrem König bei Smolensk an. In Moskau bereitete der erst 23-jährige Skopin-Schuiski, der zum Nationalheld avancierte, zusammen mit De la Gardie einen Feldzug zur Entsetzung von Smolensk vor. Bevor er Moskau jedoch verlassen konnte, fiel er einer geheimnisvollen Vergiftung zum Opfer. Viele verdächtigten den kinderlosen Zaren Wassili Schuiski und seinen Bruder und potenziellen Thronerben Dmitri Schuiski, hinter dieser Tat zu stecken, weil ihnen die Beliebtheit des erfolgreichen Feldherrn angeblich zu gefährlich wurde. Anstelle von Skopin-Schuiski übernahm Dmitri Schuiski die Heeresführung. Zusammen mit De la Gardie zog er im Sommer 1610 nach Smolensk und verlor sang- und klanglos die Schlacht von Kluschino. Der Sieger der Schlacht Großhetman Stanisław Żółkiewski zog mit seinem Heer Richtung Moskau. Auch der Zweite falsche Dmitri zog mit seinem verbliebenen Heer aus Kaluga wieder nach Moskau.
In dieser Lage stürzten die Bojaren, die den Zweiten falschen Dmitri noch stärker ablehnten als die Polen, den Zaren Wassili Schuiski und schlossen ein Abkommen mit Zolkiewski, wonach der polnische Kronprinz Władysław nach der Konvertierung zur russischen Orthodoxie den Zarenthron besteigen sollte. Die Polen rückten daraufhin in Moskau ein. Der Zweite falsche Dmitri floh zurück nach Kaluga, wo er später ermordet wurde.
Schweden war von dieser Entwicklung derart brüskiert, dass es Russland den Krieg erklärte (Ingermanländischer Krieg) und Teile des russischen Nordwestens inkl. Nowgorod unter seine Kontrolle brachte. Die polnische Herrschaft, gekennzeichnet von Gewalt und Raub in russischen Städten sowie Konflikten zwischen dem Katholizismus und der Orthodoxie, verlor zunehmend an Rückhalt in der Gesellschaft. Im Nordwesten und im Osten verweigerten eine Reihe von Städten die Eidesleistung an Władysław. Als sein eigener Vater König Sigismund III. selbst den Zarenthron beanspruchte und jegliche Herrschaftseinschränkungen verwarf, bedeutete dies Władysławs endgültige Desavouierung. Das Ergebnis war eine fast zweijährige Phase völliger Herrscherlosigkeit. 1611 fiel Smolensk nach zweijähriger Belagerung in polnische Hände. In Moskau brach ein Aufstand aus, den die polnischen Besatzer mit Gewalt unterdrücken konnten. In der Nähe von Moskau formierte sich die sogenannte Erste Landwehr (Первое ополчение), die gegen die polnische Herrschaft gerichtet war. Sie war aber sehr heterogen und bestand aus Interessensgruppen, die sich nicht einigen konnten. So wurde unter anderem die Loyalitätsfrage gegenüber dem Dritten falschen Dmitri zum Zankapfel, der in Pskow saß und sich für den inzwischen in Kaluga ermordeten Zweiten falschen Dmitri ausgab.

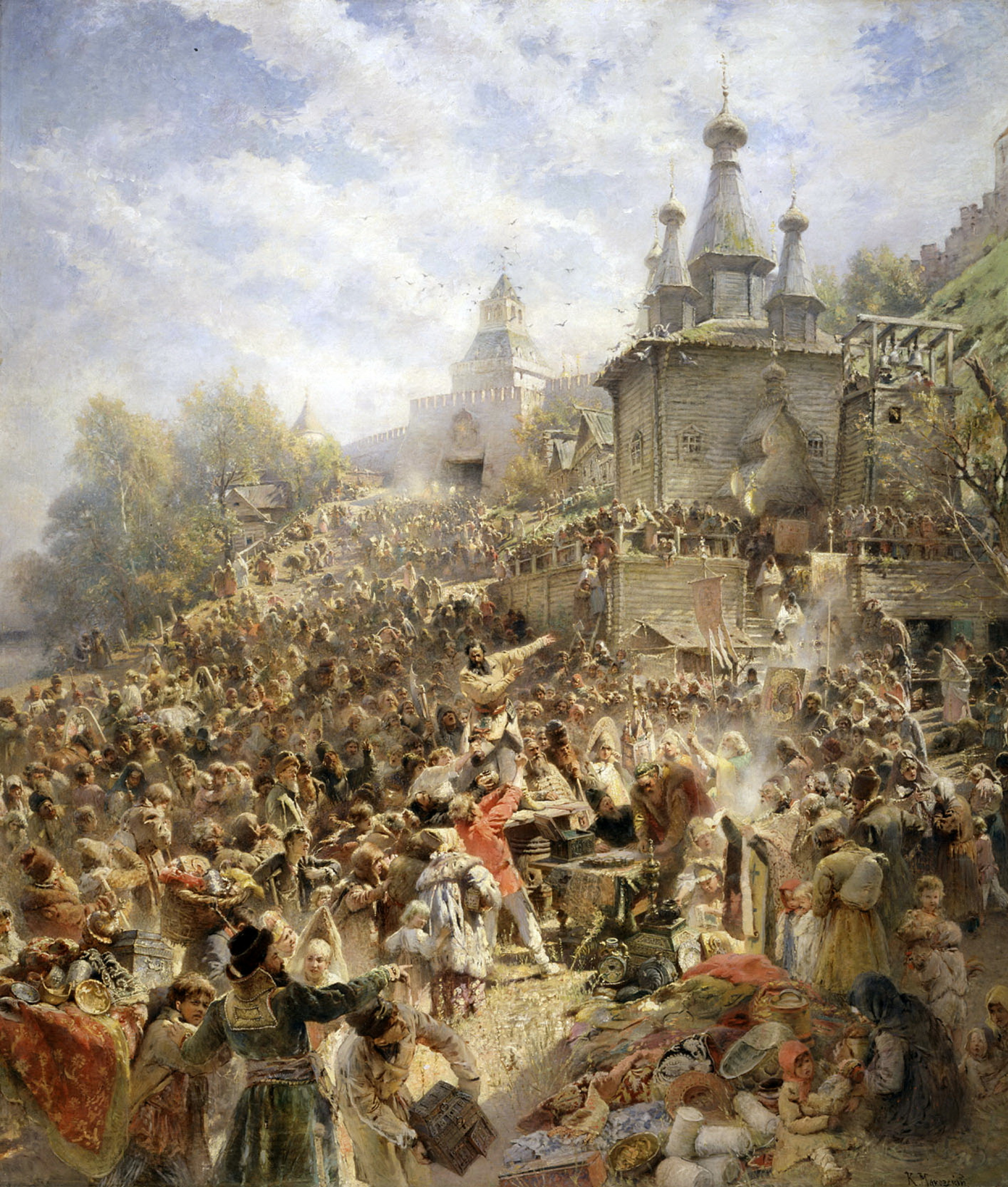
Minin fordert das Volk von Nischni Nowgorod auf, eine Landwehr gegen polnische Besatzer aufzustellen. Historiengemälde aus dem späten 19. Jahrhundert von Konstantin Jegorowitsch Makowski.

1612 brach unter der Führung des Nischni Nowgoroder Kaufmanns Kusma Minin und des Fürsten Dmitri Poscharski mit Unterstützung durch den Patriarchen Hermogenus in Moskau ein Volksaufstand aus, die sogenannte Zweite Landwehr (Второе ополчение), die die polnische Besatzungszeit schließlich beenden konnte. Ein polnisches Heer unter der Führung von Jan Karol Chodkiewicz wurde in der Schlacht bei Moskau besiegt. Die polnische Garnison Moskaus, die sich im Kreml verschanzt hatte, wurden ausgehungert und zur Kapitulation gezwungen. An die beiden Anführer des Aufstands erinnert das Minin-und-Poscharski-Denkmal auf dem Roten Platz direkt vor der Basilius-Kathedrale in Moskau.

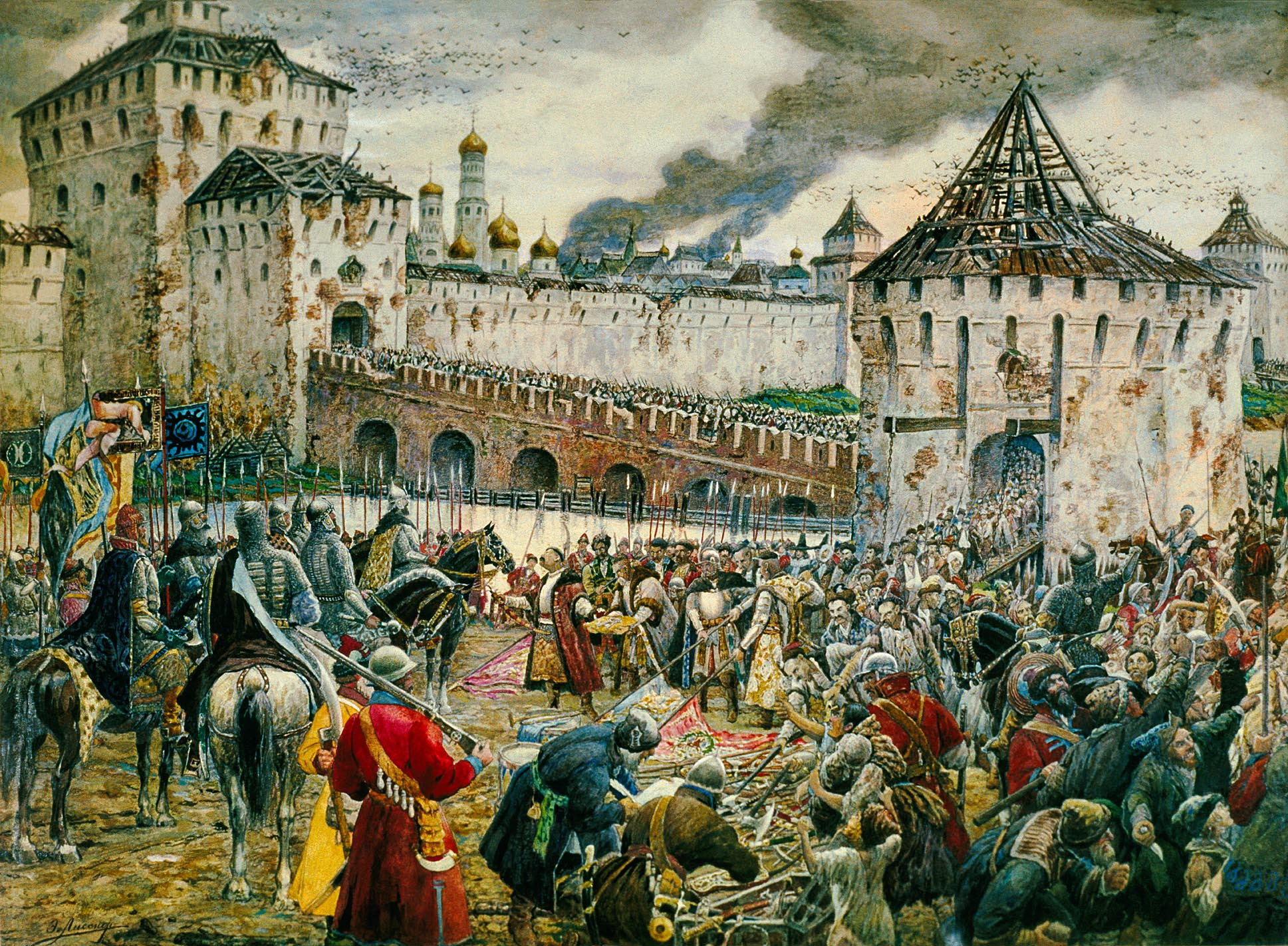
Die Kapitulation der Polen im Moskauer Kreml

Im Jahr darauf wurde durch eine Reichsversammlung, den Semski Sobor, Michael I. aus dem Bojarengeschlecht der Romanows zum neuen Zaren gewählt. Diesem gelang es, das Land nach und nach zu stabilisieren und eine neue Zarendynastie zu begründen. Seine Thronbesteigung gilt als das Ende der Zeit der Wirren, weil dadurch erstmals seit dem Herrschaftsbeginn Godunows im Jahr 1598 die innere Einheit der Gesellschaft wiederhergestellt war und die Legitimitätsfragen in Bezug auf den Zaren, die das Land so lange spalteten, wegfielen.
Die Kriege gegen Schweden und Polen gingen jedoch noch bis 1617 bzw. bis 1618 weiter und sorgten für weitere Verwüstungen. 1618 zog Władysław mit einem großen Heer und mit Unterstützung der Saporoger Kosaken abermals nach Moskau. Die Belagerung der Stadt erwies sich aber als erfolglos. Mit den beiden Großmächten schloss Russland Friedensverträge, die beträchtliche Gebietsabtretungen vorsahen. Im Nordwesten erhielt Russland zwar Nowgorod zurück, verlor aber den Zugang zur Ostsee. Gegenüber Polen-Litauen gingen Smolensk und Sewerien verloren. Diese Gebietsverluste wurden im Russisch-Polnischen Krieg 1654–1667 bzw. im Großen Nordischen Krieg rückgängig gemacht.

## Rezeption
Eine Dramatisierung der ersten Phase dieses Zeitabschnittes bildet die Oper Boris Godunow von Modest Mussorgski, die auf einem gleichnamigen Drama von Alexander Puschkin basiert. Die Oper Ein Leben für den Zaren von Michail Glinka ist der Geschichte von Iwan Sussanin gewidmet, der den künftigen Zaren Michael Romanow vor dem Tod gerettet haben soll.
Zu den Filmen, die die Smuta thematisieren, gehören der sowjetische Film Minin und Poscharski (1939), die Filme Boris Godunow (1954) von Vera Strojewa, Boris Godunow (1986) von Sergei Bondartschuk und 1612 – Der blutige Kampf um das Vaterland ….
Ab 2005 erinnert der Tag der Einheit des Volkes in Russland, ein Nationalfeiertag, an die Ereignisse von 1612, die zur Überwindung der Smuta geführt haben.